# Have a Good Time for Me
Have a Good Time for Me es el tercer álbum de estudio del cantautor estadounidense Jonathan Edwards. Fue publicado en diciembre de 1973 a través de Atco Records.

## Canciones
A diferencia de sus dos álbumes anteriores, Have a Good Time for Me no contenía material nuevo original de Edwards, sino versiones de canciones compuestas por Eric Lilljequist, Joe Dolce, y Malcolm McKinney. También se incluyó «Travelin' Blues» de Jimmie Rodgers y «When the Roll Is Called Up Yonder» de James Milton Black.

## Recepción de la crítica
Un escritor no especificado de la revista Billboard escribió: “Un encantador gorjeo suave y apacible caracteriza el álbum country de Edwards. Las canciones son de la gente y de la tierra; la música refleja pensamientos del hombre cotidiano como «I'm Alone» y «Travelin' Blues»”. Un escritor no especificado de la revista Record World declaró: “La voz extraordinariamente elegante de Edwards se sitúa en un suave ambiente country en su nuevo álbum, y acaricia buenas canciones de Eric Lilljequist, Joe Dolce y Malcolm McKinney. El excelente apoyo proviene de George Grantham y David Bromberg y todo el álbum es un placer. Pasarás un buen rato con él”. Un escritor no especificado de la revista Cash Box declaró: “El vaquero del sol está de regreso con una gran colección de canciones que pueden llegar a ser las más populares de su historia. Con una interesante canción que da nombre al álbum, el álbum es un ejercicio de puro placer mientras Jonathan teje su magia en, alrededor y a través de selecciones como «My Home Ain't in the Hall of Fame», «Travellin' Blues», «Sit Down Rock and Roll Man» y «When the Roll Is Called Up Yonder». Una de sus baladas más bonitas, «Angelina», es cálida y convincente, y «Thirty Miles to Go» es un boogie roquero y campestre que te hace querer levantarte y bailar. Así que no seas tímido, escucha a Jonathan y piensa en el sol”.

## Lista de canciones
| Lado uno |                                    |                                  |          |  |
| N.º      | Título                             | Escritor(es)                     | Duración |  |
| 1.       | «Have Yourself a Good Time for Me» | Eric Lilljequist                 | 3:19     |  |
| 2.       | «King of Hearts»                   | Joe Dolce                        | 3:08     |  |
| 3.       | «Places I've Been»                 | Lilljequist                      | 2:21     |  |
| 4.       | «I'm Alone»                        | Lilljequist                      | 1:32     |  |
| 5.       | «Travelin' Blues»                  | Jimmie Rodgers, Shelly Lee Alley | 3:42     |  |
| 6.       | «Rollin' Along»                    | Dolce                            | 3:44     |  |

| Lado dos |                                     |                    |          |  |
| N.º      | Título                              | Escritor(es)       | Duración |  |
| 1.       | «My Home Ain't in the Hall of Fame» | Dolce              | 3:36     |  |
| 2.       | «Angelica»                          | Malcolm McKinney   | 2:57     |  |
| 3.       | «Thirty Miles to Go»                | McKinney           | 3:17     |  |
| 4.       | «Sit Down Rock and Roll Man»        | Lilljequist        | 2:36     |  |
| 5.       | «When the Roll Is Called Up Yonder» | James Milton Black | 3:34     |  |

## Créditos y personal
Créditos adaptados desde las notas de álbum de Have a Good Time for Me.
Personal técnico
- Peter Casperson – productor
- Jonathan Edwards – productor, lettering
- Keith Spring – arreglos, conductor
- Jay Messina – ingeniero de audio
- Kristine Weaver – fotografía
- Ann Christensen – diseño de portada

## Posicionamiento
| Gráfica (1974)                                        | Pico de posición |
| ----------------------------------------------------- | ---------------- |
| Estados Unidos (Billboard Bubbling Under the Top LPs) | 205              |